# Мотовилихинський район
Мотовилихинський район (рос. Мотовилихинский район) — один з семи районів Пермі (Росія). За підсумками Всеросійського перепису населення 2002 року Мотовилихинський район — другий в Пермі за чисельністю населення. Населення району становило 176  564 чоловік (17,5 % від населення Пермі).

## Історія

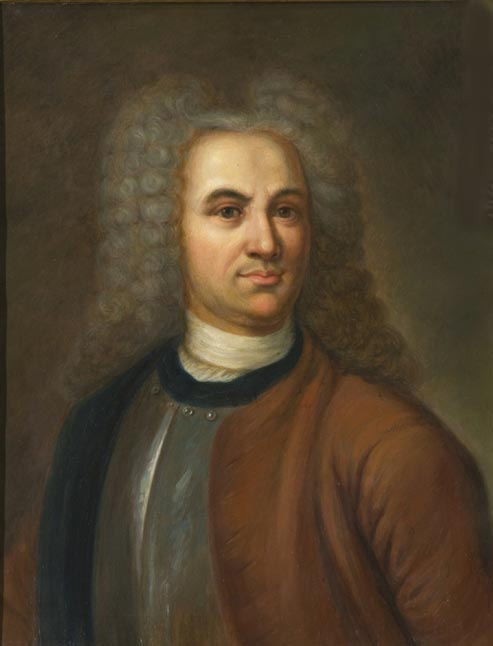
В. M. Татищев

У 1736 році за пропозицією В. М. Татищева в місці злиття річок Велика і Мала Мотовилиха був закладений новий міделиварний завод. Навколо заводу стали рости старі села (Мотовилиха, Висим) і виникати нові (Верхня Іва, Архирейка, Суханівка).
До початку XIX століття місцевість, на якій розташовувався сам завод і навколишні його селища, стали називати Мотовилиха. У другій половині XIX століття територія Мотовилихи в поліцейському відношенні була підпорядкована місту Пермі і стала складати його особливу частину. Це було зумовлено стратегічним значенням заводу. В цей же час заселялася територія між Мотовилихою і Перм'ю (виникли села Костарева і Городські Гірки). В кінці XIX століття Мотовилиха вважалася заводським селищем.
У ніч з 12 на 13 червня 1918 року в 6 верстах від Мотовилихи був убитий останній російський імператор Михайло Другий. Влітку того ж року була зроблена спроба злиття Мотовилихи та Пермі, однак вона не була успішною. У грудні 1923 року утворено Мотовилихинський район у складі Пермського округу Уральської області. 5 квітня 1926 на підставі постанови Президії ВЦИК «Про затвердження списку міст Уральської області», Мотовилиха отримала статус міста. 14 жовтня 1927 Президія ВЦИК ухвалив об'єднати місто Перм і місто Мотовилиха в одне місто Перм. Але вже в 1931 році зі складу Пермі виділяють територію колишньої Мотовилихи, присвоюють статус міста з назвою Молотово. В. М. Молотов у той час був головою РНК СРСР.
Місто Молотово самостійно проіснувало недовго, до 1938 року. 3 жовтня 1938 указом Президії Верховної Ради СРСР «Про поділ Свердловської області РРФСР на Пермську і Свердловську область» встановлено: «Включити в територію міста Пермі місто Молотов, утворивши з нього Молотовський район міста Пермі». 2 жовтня 1957 указом Президії Верховної Ради РРФСР району була повернута його колишня, історична назва — Мотовилихинський район.

## Географія
Район розташований на обох берегах Ками і складається з лівобережної і правобережної частини, моста між якими в межах району немає.
По території району протікають наступні малі річки та струмки:
- Іва
- Єгошиха
- Толожанка
- Уїнка

## Мікрорайони
- Архірейка
- Верхня Кур'я
- Висим
- Вишка-1
- Вишка-2
- Гарці
- Міські гірки
- Запруд
- Костарева
- Робітниче селище
- Садовий
- Язов

## В мистецтві
- У Мотовилисі та її околицях розгортається дія повісті Аркадія Гайдара «Життя ні у що»[2].

## Уродженці
- Стражев Олексій Іванович (1888—1961) — радянський педагог та методист історії, кандидат історичних наук (1947), член кореспондент Академії педагогічних наук РРФСР (1950).